# Samer
Samer je majhen nenaseljen otok v Jadranskem morju. Pripada Hrvaški.
V državnem programu za zaščito in uporabo majhnih, občasno naseljenih in nenaseljenih otokov ter okoliškega morja Ministrstva za regionalni razvoj in sklada Evropske unije je otok uvrščen med otoke z manjšo nadmorsko formacijo (kamnine različnih oblik in velikosti). Površina otoka je 4.959 m2. Pripada mestu Rovinj.